# スピロ化合物
スピロ化合物（スピロかごうぶつ、英: spiro compound）は、ただ一つの原子に結合した環を有する二環式有機化合物である。スピロ環化合物またはスピロ環式化合物とも呼ばれる。環が結合している原子はスピロ原子とも呼ばれる（ほとんどの場合は四級炭素である）。全てのスピロ化合物は接中辞「spiro」と、それにスピロ原子自身を除いた小さい方の環内の原子数と大きい方の環内の原子数を含む角括弧が続く。数字はドットによって分けられる。例えば、下図の化合物Aは1-bromo-3-chlorospiro[4.5]decan-7-ol、化合物Bは1-bromo-3-chlorospiro[3.6]decan-7-olと呼ばれる。シクロヘキサン環とシクロペンタン環からなるスピロ化合物はspiro[4.5]decaneと呼ばれる。この命名法は1900年にアドルフ・フォン・バイヤーによって提唱された。
スピロ化合物の例としては、スピロペンタジエンがある。

## アセタール
環状ケトンとジオールあるいはジチオールのアセタールはスピロ化合物である。例えばスピラプリルは1,2-エタンジチオールから形成される5員環を持つ。

## ポリスピロ化合物

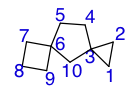
dispiro[2.1.3^{5}.2^{3}]decane誤った番号付け

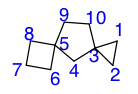
正しい番号付け

ポリスピロ化合物は、3つ以上の環を形成する2つ以上のスピロ原子によってつながっている。
ポリスピロ化合物を命名する時、接頭辞のdi-、tri-、tetra-などがスピロ原子の数を示すために名前の初めに加えられる。化合物の原子は系統的に番号付けされる。ポリスピロ化合物はスピロ原子を1つ含む「末端環」から順に番号付けされる。スピロ原子の隣の原子の番号を1とし、順に番号を付けていく。
2つ以上の末端環を持つポリスピロ化合物では、最も少ない原子数の環から番号付けを開始する。番号付けの方向はスピロ原子の番号が最も小さくなるように決定する。

## キラリティー
一部のスピロ化合物は軸性キラリティーを示す。通常キラリティーにおいて見られるように4つの異なる置換基を持たなくとも、スピロ原子はキラリティーの中心となりうる。2つの環が同一の時、優先度はCIP順位則の修正版によって決定される。環が異なる場合は通常の規則が適用される。
ラクトンやオキサジンのスピロ体はロイコ染料として頻繁に用いられており、しばしばクロミズム（無色と有色との間の可逆的変化）を示す。